# JUL
JUL，本名Julien Marie，1990年1月14日出生于法国马赛，是一名法国男歌手。

## 生平
JUL出生于马赛，成长于12区的一处集中式居民街区（HLM），他的父亲来自科西嘉岛的卡尔热斯。根据JUL的自述，他在12岁时就开始进行饶舌创作。高中毕业后，JUL曾以“Juliano 135”作为艺名进行音乐表演，此后被马赛的一家小型唱片公司Liga One Industry看中，“JUL”成为其正式艺名。2013年，JUL发布了首张单曲《Sort le cross volé》。2014年2月24日，JUL的首张专辑《Dans Ma Paranoïa》正式发布。2024年，JUL被选为巴黎夏季奥运会马赛地区的火炬手。2025年1月26日，JUL的法兰西体育场演唱会共聚集了超过9.7万名观众，刷新了该场地文化活动最多人数的记录。

## 作品风格
JUL的早期作品主题多与马赛近郊青年生活有关，他曾参与制作黑帮歌手GGN的单曲《Marseille Quartier Nord》。2015年JUL创建了自己的音乐标识“D'or et de platine”，其风格和主题逐渐变得大众化，并混杂了较多的流行音乐元素。

## 专辑
- Dans ma paranoïa（法语：Dans ma paranoïa）（2014年）
- Je trouve pas le sommeil（法语：Je trouve pas le sommeil）（2014年）
- Je tourne en rond（法语：Je tourne en rond (album de Jul)）（2015年）
- My World（法语：My World (album de Jul)）（2015年）
- Émotions（法语：Émotions (album de Jul)）（2016年）
- L'Ovni（法语：L'Ovni）（2016年）
- Je ne me vois pas briller（法语：Je ne me vois pas briller）（2017年）
- La Tête dans les nuages（法语：La Tête dans les nuages (album de Jul)）（2017年）
- Inspi d'ailleurs（法语：Inspi d'ailleurs）（2018年）
- La Zone en personne（法语：La Zone en personne）（2018年）
- Rien 100 Rien（法语：Rien 100 Rien）（2019年）
- C'est pas des LOL（法语：C'est pas des LOL）（2019年）
- La Machine（法语：La Machine (album)）（2020年）
- Loin du monde（法语：Loin du monde）（2020年）
- Demain ça ira（法语：Demain ça ira）（2021年）
- Indépendance（法语：Indépendance (album)）（2021年）
- Extraterrestre（法语：Extraterrestre (album)）（2022年）
- Cœur blanc（法语：Cœur blanc）（2022年）
- C'est quand qu'il s'éteint ?（2023年）
- La route est longue（法语：La route est longue）（2023年）
- Décennie（法语：Décennie (album)）（2024年）
- Mise à jour（法语：Mise à jour (album de Jul)）（2024年）
- Inarrêtable（法语：Inarrêtable (album)）（2024年）
- D&P à vie（法语：D&P à vie）（2025年）